# Voskovec velkoplodý

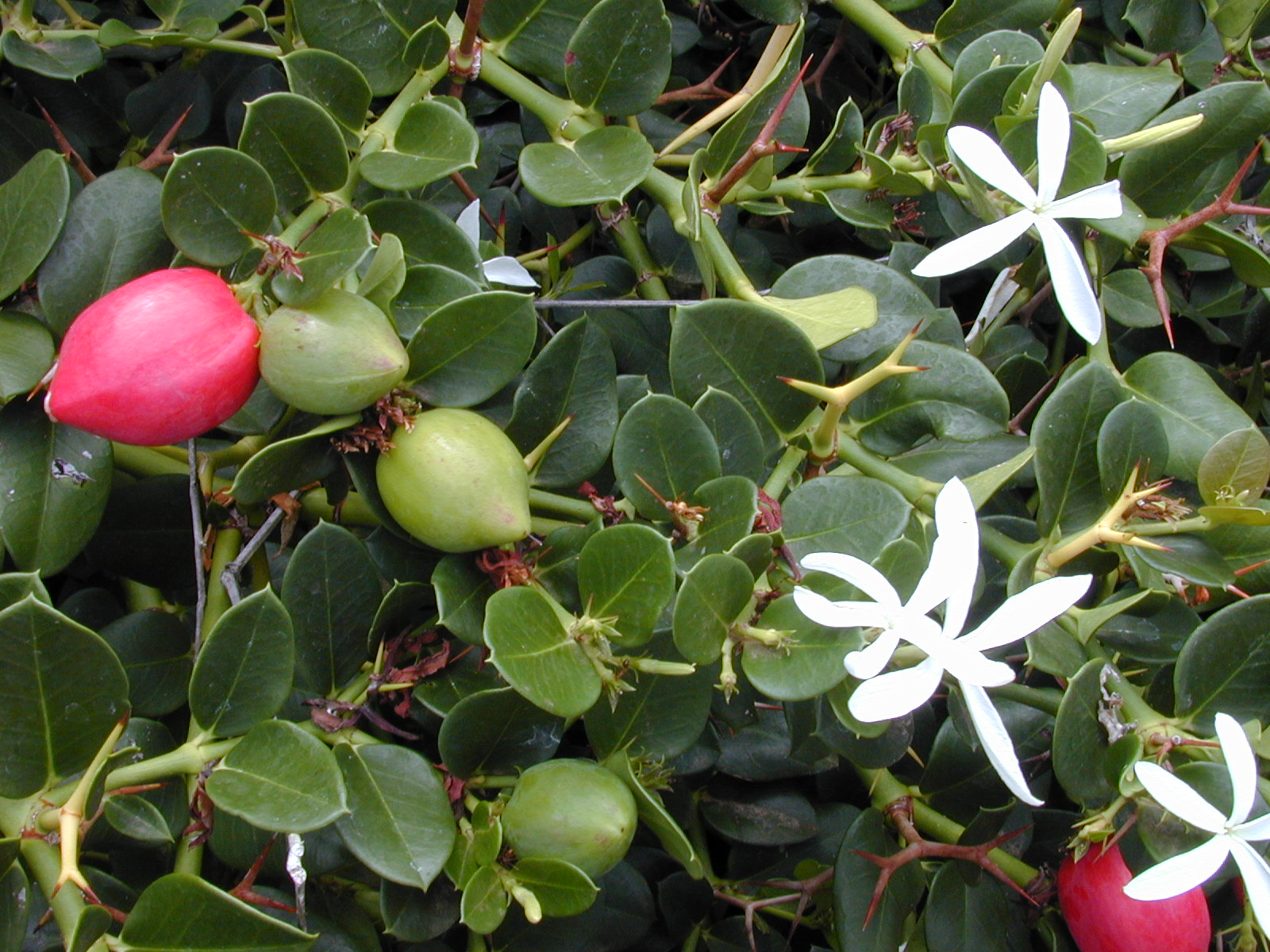
Květy a plody

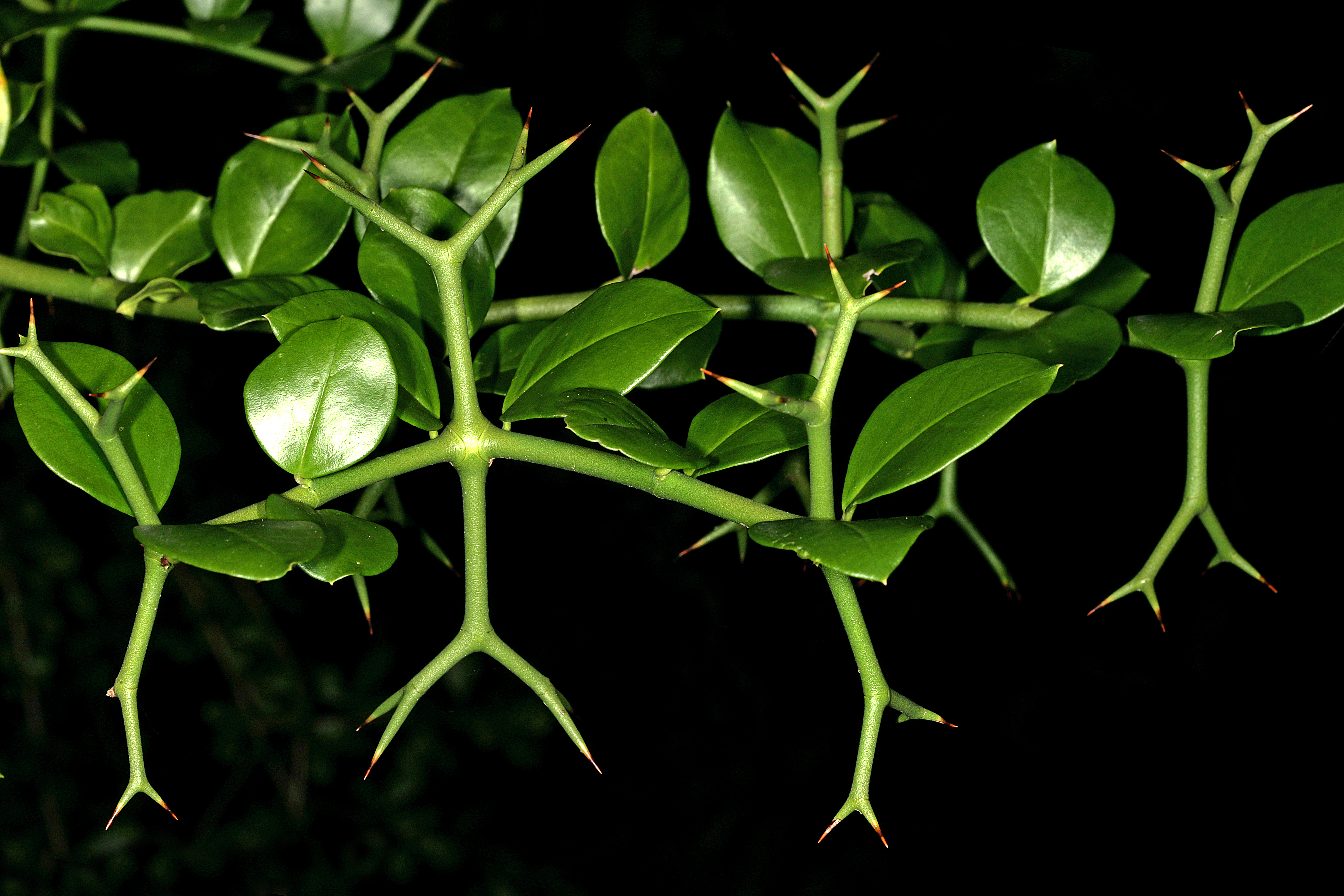
Listy a trny

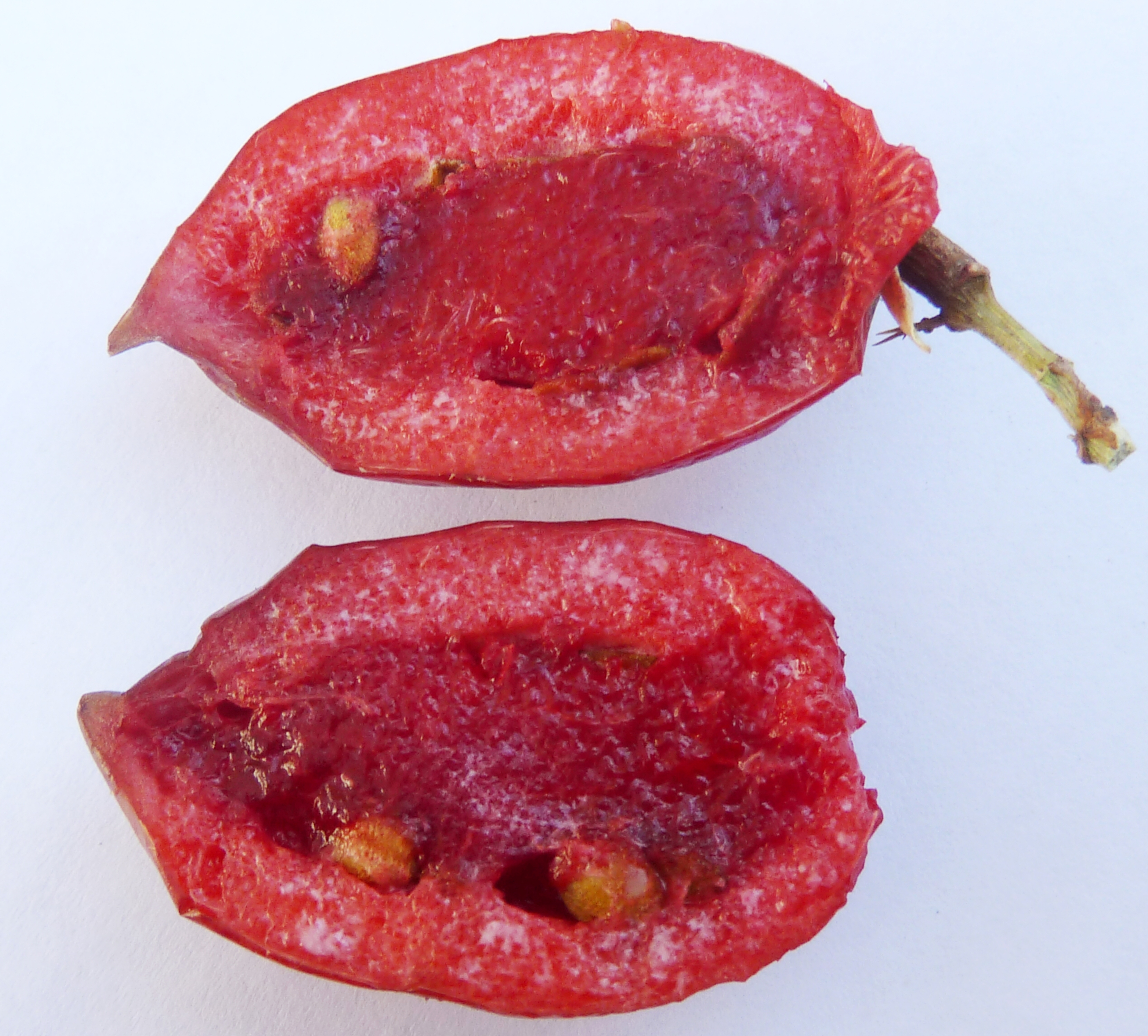
Rozpůlený plod

Voskovec velkoplodý (Carissa macrocarpa) je stálezelená, trnitá, hustě rostoucí keřovitá dřevina ozdobná lesklými listy i ve zralosti červenými, poživatelnými plody. Pěstuje se v oblastech s tropickým klimatem, kde bývá vysazována jako rychle rostoucí okrasná rostlina nebo součást těžce prostupných živých plotů. Její keře bývají vysoké až ku 5 m a stejně tak i široké.

## Rozšíření
Dřevina pochází z východní jižní Afriky, její původní areál je v bývalé tradiční provincii Natal v Jihoafrické republice, odkud se již v minulosti rozšířila do Mosambiku, Zambie, Zimbabwe a do Keně a Konžské demokratické republiky.
V pozdější době byla lidmi rozšířena do Asie do Číny, Indie a Indonésie, následně i na Filipíny a do Indie. Na přelomu 19. a 20. století byla její semena dovezena do zemí Střední Ameriky, na ostrovy v Karibiku i do Tichomoří, stejně jako na Floridu ve Spojených státech amerických. Dnes se pěstuje v mnoha tropických oblastech po celém světě.

## Ekologie
Je rostlinou tropickou a částečně i subtropickou, která nejlépe roste na plném slunci v propustné, písčité, dobře odvodněné půdě. Má jen mírnou schopnost snášet déletrvající sucho, nesnáší však zamokřená stanoviště, nevadí jí zasolená půda, pobřežní slané mlhy a silné větry. Dospělé rostlině vyhovuje plné slunce, dostatek květů je na jeho intenzitě přímo závislý, nejlépe jí prospívá teplota asi 32 °C ve stínu. Není mrazuvzdorná, starší rostliny snesou krátkodobý pokles teplot k −5 °C, mladí jedinci jsou na chlad choulostivější. Pokud v chladném roce na větrném místě namrzne, vyraší z kořenů nová rostlina. V jižní Africe rostou až do nadmořské výšky 1000 m n. m.
Rostliny kvetou a přinášejí plody průběžně po celý rok, období největšího kvetení se však rozprostírá od jara do letního slunovratu a tvorba plodů spadá do období od něj až po konce léta. Ploidie druhu je 2n = 66. Podle IUCN není druh ohrožen vyhynutím. Voskovec velkoplodý se také někdy vyskytuje jako nízkorostoucí forma, ve které keř nebývá vyšší než 40 cm.

## Popis
Hustý, trnitý, stálezelený, keř, průměrně vysoký až 5 m s hustým dichotomickým větvením, který jen ojediněle roste jako malý stromek do výše 9 m. Většina pěstovaných rostlin jsou však kultivary dorůstající do výšky v rozsahu 0,6 až 2 metry. Dřevina je nápadná vidličnatě větvenými trny (kolci) dlouhými 2 až 4 cm, které vznikly ze zkrácených internodií větviček, z brachyblastů. Větve jsou porostlé vstřícnými, jednoduchými, krátce řapíkatými, kožovitými, lesklými listy dlouhými 3 až 8 cm a širokými 2 až 5 cm. Jejich čepele jsou široce vejčité, na bázi zaokrouhlené, na vrcholu zašpičatělé, po obvodě celokrajné, na lícové straně jsou tmavě zelené, na rubové světle zelené a oboustranně jsou lysé. Listy s řapíky dlouhými 4 mm nemají palisty. Větve keře po poranění hojně roní neškodný, lepkavý bílý latex.
Květy jsou až 35 mm velké, bývají bílé nebo vzácně i růžové, mají krátké stopky a vytvářejí nejčastěji tříčetný terminální vrcholík. Sladce vonící květy bývají oboupohlavné nebo funkčně jen samičí nebo jen samčí. Květ má vytrvalý kalich s pěti na bázi srostlých, zelených, úzce vejčitých cípů asi 5 mm dlouhých. Koruna má pět nepřekrývajících se, úzkých, dlouze eliptických voskovitých lístků asi 17 mm dlouhých a 5 mm širokých V oboupohlavném květu, o málo větším, je pět tyčinek s prašníky a gyneceum srostlé ze dvou plodolistů tvořící svrchní, dvoudílný semeník s četnými vajíčky, zakončený čnělkou s dvoulaločnou bliznou, která se nachází pod prašníky. Funkčně samičí květ má tyčinky s malými prašníky bez pylu a samčí květy mají krátkou čnělku s nefunkční bliznou. Květy se začínají otvírat až v podvečer, intenzivně přitom voní a tak lákají opylovače, nočním motýly, brouky a další hmyz.
Z opylených květů se vyvinou plody, bobule, které jsou zprvu zelené a ve zralosti jasně červené až nafialovělé. Jsou dužnaté, mají vejčitý či podlouhlý švestkovitý tvar, bývají dlouhé do 6 a široké do 4 cm, na vrcholu mají připojený suchý pěticípý kalich. Uvnitř plodu je šest až šestnáct plochých, eliptických, hnědě zbarvených semen velkých asi 5 mm. Nezralé plody jsou hojně prostoupené latexem, ale zralé jsou jedlé i syrové, dužina je jemná, velmi šťavnatá a má barvu jahody, obsahuje hojně vitamínu C, vápníku, hořčíku a fosforu.

## Rozmnožování
Rostlina se může rozmnožovat semeny i vegetativně. Semena vyklíčí obvykle za dva týdny, ale mladé semenáče pak rostou velmi pomalu a nestejnoměrně. Často se proto používá množení pomoci vrcholových řízků, které se nechávají zakořenit v teplém a vlhkém prostředí; takto vypěstované rostliny kvetou a přinášejí plody již za dva roky. Samovolně se dřeviny množí semeny roznášenými ptáci konzumující plody, na menší vzdálenosti zakořeňováním větví skloněných k zemi. Prořezávání silně se větvících keřů obvykle není nutné, z jara se zkracují pouze příliš dlouhé výhonky.

## Použití
Plody se konzumují syrové nebo tepelně upravované. K přímé konzumaci musí být zcela zralé, na dotek měkké a zabarvené tmavě červeně, nedozrálé plody obsahují hodně latexu. Pojídají se bez loupání nebo odstraňování semen, která se polykají. Dužina je jemná, velmi šťavnatá, jahodově zbarvená a velmi lahodná. Plody rozdělené na půlky nebo čtvrtky se používají jako součásti pudinků, koláčů či se jimi zdobí zmrzlinové poháry, nebo se rozvařují se na želatinu.